# Wereldtentoonstelling van 1853 (Dublin)
De Great Industrial Exhibition was een wereldtentoonstelling in 1853 gehouden in de Ierse hoofdstad Dublin. Destijds was het het grootste internationale evenement dat in Ierland werd gehouden. De tentoonstelling vond plaats in de Irish Industrial Exhibition Building. De architect van het gebouw, John Benson, werd bij de opening van de tentoonstelling geridderd. Ierland maakte destijds nog deel uit van het verenigd koninkrijk en Koningin Victoria, de prins-gemaal en de Prins of Wales brachten dan ook een bezoek op 29 augustus 1853.
De tentoonstelling werd geheel bekostigd door de Ierse spoorwegpionier William Dargan die 100.000,- Amerikaanse dollar in de organisatie stak. Hij beoogde door de tentoonstelling de industrialisatie van Ierland op gang te brengen wat echter niet lukte. De tentoonstelling bracht Dargan aan de rand van de financiële afgrond, want de rekening bedroeg 400.000,- dollar.

## Irish Industrial Exhibition Building
Bezoekers waren meer onder de indruk van de pracht en praal van het gebouw zelf dan van de tentoongestelde objecten. Critici prezen het indrukwekkende gebouw om de snelheid waarmee het was opgetrokken (een paar maanden), de goede planning en grote hoeveelheid hoogwaardige materialen die waren gebruikt."

## Tentoonstelling
Op de tentoonstelling was de kleine Ierse meubelindustrie vertegenwoordigd inclusief de linnen en kant productie waarmee de Ierse bevolking zich kon identificeren. Op het gebied van kunst en cultuur waren onder andere houtsnijwerk en juwelen van de Celtic Revival te zien. De sierspeld van Tara die pas in 1850 was opgegraven werd getoond samen met moderne imitaties van Keltische culturele voorwerpen die op dat moment al in de mode waren. Dit heeft echter niet geleid tot nieuwe industriële activiteiten in Ierland. Uit de Verenigde Staten kwamen twee bedrijven, Colt en Singer. Colt verkocht 40 pistolen aan het Ierse gevangeniswezen. Engelse exposanten waren dun gezaaid en kwamen eigenlijk alleen maar op zoek naar afzetmarkten in Ierland wat amper lukte. Om de bezoekersaantallen omhoog te krijgen probeerde Dargan de spoorwegmaatschappijen over te halen om goedkope treintoegangsbiljetten te verkopen. Hierin slaagde hij pas in de laatste maand van de tentoonstelling waarna er inderdaad meer gewone burgers naar de tentoonstelling kwamen.
De tentoonstelling voldeed uiteindelijk niet aan de verwachtingen. Terwijl in Londen meer dan 6 miljoen bezoekers kwamen, kwam Dublin niet verder dan 1.156.232 bezoekers. Dit was te wijten aan het feit dat de gemiddelde Ier geen enkele binding had met de techniek en dat er tegelijk in Londen en New York wereldtentoonstellingen plaatsvonden. De tentoonstelling is dan ook niet door het Bureau International des Expositions erkend als historische wereldtentoonstelling.